# جحانة (صنعاء)

تعديل مصدري - تعديل

جحانة هي مدينة ومركز مديرية جحانة بمحافظة صنعاء اليمنية، بلغ تعداد سكانها 4829 نسمة حسب الإحصاء الذي أجري عام 2004.